# Bảng chữ cái Azerbaijan
Chữ Azerbaijan hay Bảng chữ cái Azerbaijan (tiếng Azerbaijan: Azərbaycan lifbası) của Cộng hòa Azerbaijan là một bảng chữ Latinh cải biến được sử dụng từ năm 1992 để viết tiếng Azerbaijan , thay thế các phiên bản trước dựa trên chữ Cyrill và chữ Ả Rập.
Ở Iran chữ Ả Rập được sử dụng để viết tiếng Azeri. Mặc dù đã có một vài nỗ lực tiêu chuẩn hóa, nhưng chính tả và tập hợp các chữ cái vẫn được sử dụng khác nhau giữa các nhà văn Azeri của Iran, với ít nhất hai nhánh chính, là chính tả được sử dụng bởi tạp chí Behzad Behzadi và Azari, và chính tả được sử dụng bởi tạp chí Varliq, dù cả hai đều xuất bản hàng quý ở Tehran.
Tại Nga vẫn sử dụng chữ Cyrill .

## Các bảng chữ cái Azerbaijan
| Ả Rập              | Latin cũ  | Cyrill             | Latin  | IPA  |
| ------------------ | --------- | ------------------ | ------ | ---- |
| …–1918 Azer.(Iran) | 1918–1939 | 1958–1991 Dagestan | 1992–… | IPA  |
| ﺍ                  | A a       | А а                | A a    | [ɑ]  |
| ﺏ                  | B в       | Б б                | B b    | [b]  |
| ﺝ                  | C c       | Ҹ ҹ                | C c    | [dʒ] |
| چ                  | Ç ç       | Ч ч                | Ç ç    | [tʃ] |
| ﺩ                  | D d       | Д д                | D d    | [d]  |
| ﻩ                  | E e       | Е е                | E e    | [e]  |
| ع                  | Ə ə       | Ә ә                | Ə ə    | [æ]  |
| ﻑ                  | F f       | Ф ф                | F f    | [f]  |
| گ                  | G g       | Ҝ ҝ                | G g    | [ɡʲ] |
| ﻍ                  | Ƣ ƣ       | Ғ ғ                | Ğ ğ    | [ɣ]  |
| ﺡ,ﻩ                | H h       | Һ һ                | H h    | [h]  |
| ﺥ                  | X x       | Х х                | X x    | [x]  |
| ی                  | Ь ь       | Ы ы                | I ı    | [ɯ]  |
| ی                  | I i       | И и                | İ i    | [ɪ]  |
| ژ                  | Ƶ ƶ       | Ж ж                | J j    | [ʒ]  |
| ک                  | K k       | К к                | K k    | [k]  |
| ﻕ                  | Q q       | Г г                | Q q    | [ɡ]  |
| ﻝ                  | L l       | Л л                | L l    | [l]  |
| ﻡ                  | M m       | М м                | M m    | [m]  |
| ﻥ                  | N n       | Н н                | N n    | [n]  |
| ﻭ                  | O o       | О о                | O o    | [ɔ]  |
| ﻭ                  | Ɵ ɵ       | Ө ө                | Ö ö    | [œ]  |
| پ                  | P p       | П п                | P p    | [p]  |
| ﺭ                  | R r       | Р р                | R r    | [r]  |
| ﺙ,ﺱ,ﺹ              | S s       | С с                | S s    | [s]  |
| ﺵ                  | Ş ş       | Ш ш                | Ş ş    | [ʃ]  |
| ﺕ,ﻁ                | T t       | Т т                | T t    | [t]  |
| ﻭ                  | U u       | У у                | U u    | [u]  |
| ﻭ                  | Y y       | Ү ү                | Ü ü    | [y]  |
| ﻭ                  | V v       | В в                | V v    | [v]  |
| ی                  | J j       | Ј ј                | Y y    | [j]  |
| ﺫ,ﺯ,ﺽ,ﻅ            | Z z       | З з                | Z z    | [z]  |